# Лази (Кошалінський повіт)
Лази (пол. Łazy) — село в Польщі, у гміні Мельно Кошалінського повіту Західнопоморського воєводства.
Населення — 97 осіб (2011).

## Демографія
Демографічна структура станом на 31 березня 2011 року:
|          | Загалом | Допрацездатний вік | Працездатний вік | Постпрацездатний вік |
| -------- | ------- | ------------------ | ---------------- | -------------------- |
| Чоловіки | 53      | 3                  | 44               | 6                    |
| Жінки    | 44      | 10                 | 27               | 7                    |
| Разом    | 97      | 13                 | 71               | 13                   |